# Ellis County, Kansas
Ellis County är ett administrativt område i delstaten Kansas, USA, med 28 452 invånare. Den administrativa huvudorten (county seat) är Hays.

## Geografi
Enligt United States Census Bureau har countyt en total area på 2 332 km². 2 331 km² av den arean är land och 1 km² är vatten.

### Angränsande countyn
- Rooks County - nord
- Osborne County - nordost
- Russell County - öst
- Rush County - syd
- Ness County - sydväst
- Trego County - väst

### Orter
- Ellis
- Hays (huvudort)
- Schoenchen
- Victoria